# 封悛
封 悛（ほう しゅん、生没年不詳）は、五胡十六国時代の前燕の人物。本貫は渤海郡蓨県。西晋の東夷校尉封釈の子。

## 生涯
西晋の冀州刺史丁紹に仕え、主簿に任じられていた。
永嘉3年（309年）12月、父の封釈が東夷校尉に任じられた。遼東郡太守龐本は元東夷校尉李臻を殺害しており、封釈も殺害しようと考えていた。封悛は封釈に伏兵を置くことを勧めた。封釈はこれに従い、龐本を捕らえて殺害して、一族を尽く誅殺した。
永嘉5年（311年）12月、父の封釈の喪のために、弟の幽州参軍封抽とともに、鮮卑慕容部の大人慕容廆の元へやってきた。慕容廆は封悛らを見て、千斤の犍（去勢した雄牛）の価値があると感嘆した。封悛らは帰路が不通であり、帰ることが出来ないため、留まって慕容廆に仕えることにした。封悛は参軍に任じられた。
振威将軍に任じられた。
これ以後の事績は、史書に記されていない。

## 家系

### 父
- 封釈

### 兄弟
- 封𢚂
- 封抽

### 子
- 封放
- 封奕

### 従子
- 封裕